# Copestake Peak
Der Copesteak Peak ist ein 655 m hoher Berg auf Südgeorgien. Er ragt an der Südflanke des Neumayer-Gletschers auf.
Das UK Antarctic Place-Names Committee benannte ihn nach Paul Goodall-Copestake (* 1957), biologischer Assistent des British Antarctic Survey in Grytviken von 1980 bis 1982 und Leiter der Forschungsstation auf Bird Island von 1982 bis 1983.